# Petelia chandubija
Petelia chandubija là một loài bướm đêm trong họ Geometridae.